# جزيرة أم السابعة (ميدي)

تعديل مصدري - تعديل

جزيرة أم السابعة هي إحدى جزر مديرية ميدي التابعة لمحافظة حجة.